# Schreibweise von Zahlen
Die Schreibweise von Zahlen oder Gliederung von Zahlen beschreibt, wie Zahlen im Dezimalsystem notiert werden. Beispielsweise wird geregelt, welche Zeichen als Dezimaltrennzeichen verwendet werden, also um den ganzzahligen vom gebrochenen Teil zu trennen, und wie Folgen von mehreren Ziffern gruppiert werden, beispielsweise mit einem Tausendertrennzeichen.

## Dezimal- und Tausendertrennzeichen

### Deutschland und Österreich

#### Dezimaltrennzeichen
In Deutschland befassen sich die DIN-Normen DIN 1333 (Zahlenangaben), DIN 5008 und inzwischen die internationale EN ISO 80000–1 mit der Schreibweise von Zahlen. In Österreich ist die Regelung der Schreibweise von Zahlen im Österreichischen Wörterbuch (ÖWB) sowie in der ÖNORM A 1080 (Richtlinien für Textgestaltung) sowie ebenfalls in EN ISO 80000–1 festgelegt.
Als Dezimaltrennzeichen wird das Komma (,) verwendet.
Beispiele zur Schreibweise

- 0,5
- 9,765 m
- 12,45 €

#### Tausendertrennzeichen
Zur Erleichterung des Lesens von Zahlen mit vielen Ziffern „dürfen“ diese in Dreiergruppen unterteilt werden. Wenn eine solche Unterteilung von der Position des Dezimaltrennzeichens aus nach links benutzt wird, „können“ (DIN 1333) oder „sollten“ (DIN 5008) oder „müssen“ (EN ISO 80000) zur Gruppierung Leerzeichen verwendet werden. Bei Zahlen mit Nachkommastellen (gebrochener Teil) gilt dies auch rechts des Dezimaltrennzeichens. DIN 1333 sieht die Verwendung des Punktes (.) zur Tausendertrennung ausdrücklich nicht vor; EN ISO 80000 schließt jegliches Zeichen außer dem kleinen Zwischenraum als Trennzeichen aus. Der Duden übernimmt die Schreibweise von Zahlen aus den DIN-Normen, gibt also ebenfalls das Leerzeichen zur Tausendertrennung vor. Dabei darf kein Zeilenumbruch innerhalb einer Zahl auftreten.

In Österreich wird nach den oben genannten Richtlinien ebenfalls das Leerzeichen als Tausendertrennzeichen gesetzt.
Ausnahmen von den Gliederungsregeln bilden sowohl für Deutschland als auch für Österreich:
- spezielle Zahlen wie Jahreszahlen und Postleitzahlen
- Bankleitzahlen, IBAN, Telefonnummern, ISBN und andere, für die besondere Gliederungsregeln existieren
- Ordinalzahlen, die als Kennzahl verwendet werden, z. B. EN ISO 80000–1
- Geldbeträge; siehe weiter unten

Beispiele zur Schreibweise

Vierstellige Zahlen werden häufig noch nicht als Zahlen mit vielen Ziffern behandelt und bleiben dann ungegliedert (außer in Österreich bzw. außer in Tabellen, in denen die entsprechende Spalte auch fünf- oder mehrstellige Zahlen enthält):
- 4321 oder 4 321
- 7 654 321,123 456
- 126 512 Einwohner, aber nur 6630 Kinder (aber Österreich: 6 630 Kinder)
- Erddurchmesser am Äquator: 12 756,2 km

Zur Trennung ist ein schmales geschütztes Leerzeichen zu verwenden, das sich im Unicode-Zeichensatz auf Position 8239 (U+202F) befindet. Aus Gründen der Kompatibilität wird häufig ein normales geschütztes Leerzeichen anstelle des schmalen geschützten Leerzeichens verwendet. Alternativ kann, insbesondere auf historischen Schreibgeräten, ein Punkt auf der Grundlinie oder ein Leerschritt verwendet werden.
Bei Geldbeträgen können sowohl Leerzeichen als auch Punkte mit der festen Breite einer Ziffer als Tausendertrennzeichen genutzt werden; das Währungszeichen ist im Fließtext hinter die Zahl (Österreich: vor die Zahl) zu setzen:
- 7 654 321,12 € (Österreich: € 7 654 321,12) oder
- 7.654.321,12 €

Nach DIN 5008 sollten aus Sicherheitsgründen Geldbeträge mit dem Punkt gegliedert werden, im Fließtext mit variabler Breite.

### Schweiz und Liechtenstein
In der Schweiz und in Liechtenstein gelten für Dezimaltrennzeichen, Trennzeichen bei Einheiten und bei Zahlengruppierung spezielle Konventionen, die zudem im Gebiet und auch je nach Anwendungsfall uneinheitlich geregelt sind.

#### Dezimaltrennzeichen
In amtlichen Dokumenten des Bundes wird gemäß den Weisungen der Schweizerischen Bundeskanzlei insbesondere innerhalb von Fließtexten grundsätzlich das Komma verwendet, bei Geldbeträgen wird jedoch zwischen der Währungseinheit und der Untereinheit ein Punkt gesetzt.
Auch an den Schulen wird eine nicht einheitliche Praxis verfolgt: Die Schulen des Kantons St. Gallen wie auch des Kantons Zürich lehren beispielsweise den Dezimalpunkt. Es kommt vor, dass in der Unterstufe/Primarschule das Komma, wie es gesprochen wird, ab der Mittelstufe der Punkt gelehrt wird. In der Handschrift wird in Schulen das Komma gesetzt.
Bei vielen Betriebssystemen ist in der schweizspezifischen Spracheinstellung der Punkt als Dezimaltrennzeichen definiert, auf dem Ziffernblock schweizerischer Tastaturen wird ebenfalls der Punkt verwendet. So werden beispielsweise in Excel-Tabellen Werte mit Dezimalpunkt dargestellt. Den Punkt verwendet zudem das Bundesamt für Landestopographie für die Schweizer Landeskoordinaten.
Umgangssprachlich wird gewöhnlich von einem Komma gesprochen, auch wenn dann ein Punkt geschrieben wird: „Die Kiste ist drei Komma sechs Kilo schwer“. Kommt es auf Genauigkeit an, z. B. beim Diktieren zwecks Eingabe in einem Computer, wird wie folgt wiedergeben: „drei Dezimalpunkt sechs“.

#### Gruppierung von Ziffernfolgen
Zur Gliederung von längeren Ziffernfolgen in Dreierblöcke wird in amtlichen Publikationen der Schweizerischen Bundeskanzlei der Festabstand (geschütztes Leerzeichen) verwendet. Ferner sollen Zahlen (außer bei tabellarischer Darstellung) erst ab fünf Stellen untergliedert werden.
Vor allem außerhalb der professionellen Typografie findet häufig – handgeschrieben stets – auch der gerade Apostroph ' (Unicode U+0027) Verwendung; dies entspricht auch den Windows- und Mac-Standardeinstellungen. Selten wird der typografische Apostroph ’ (U+2019) als Tausendertrennzeichen verwendet.

#### Beispiele
| Beschreibung               | Schweizerische Bundeskanzlei | Lehrplan Kanton St. Gallen oder EDV-Bereich | Handgeschriebener Text |
| -------------------------- | ---------------------------- | ------------------------------------------- | ---------------------- |
| 1⁄2                        | 0,5                          | 0.5                                         | 0,5                    |
| Länge                      | 9,76 m                       | 9.76 m                                      | 9,76 m                 |
| Geldbetrag, Bruchteil      | 10,2 Mio. Fr.                | 10.2 Mio. Fr.                               | 10,2 Mio. Fr.          |
| Geldbetrag, ausgeschrieben | Fr. 7 654 321.10             | Fr. 7'654'321.10                            | Fr. 7'654'321.10       |
| Erddurchmesser am Äquator  | 12 756,2 km                  | 12'756.2 km                                 | 12'756,2 km            |

### Internationale Standards

#### ISO
Die Internationale Organisation für Normung (ISO) definiert die Schreibweise von Zahlen in der Normenreihe ISO 80000 (Größen und Einheiten). Laut dieser Norm können Zahlen zur besseren Lesbarkeit in Dreiergruppen gegliedert werden, und zwar sowohl links als auch rechts des Dezimaltrennzeichens. Dieses Tausendertrennzeichen soll ein schmales Leerzeichen sein, niemals ein Komma, Punkt oder irgendein anderes Zeichen.
Als Dezimaltrennzeichen sieht ISO 80000-1 das Komma oder einen Punkt auf der Zeile vor, wobei diese Aussage in DIN EN ISO 80000-1 mit der Anmerkung versehen ist: „In der Praxis hängt die Wahl zwischen diesen Alternativen vom üblichen Gebrauch in der jeweiligen Sprache ab.“ Des Weiteren steht im nationalen Vorwort von DIN EN ISO 80000-1: „Im deutschsprachigen Raum ist das Komma das Dezimalzeichen“.
Für den Bereich der Normenerstellung schreibt die ISO, gemäß ISO/IEC Directives, das Komma als Dezimaltrennzeichen für alle Sprachversionen vor.

#### CGPM
Im Jahr 1948 beschloss die 9. Generalkonferenz für Maß und Gewicht (Conférence Générale des Poids et Mesures, CGPM) in Resolution 7, dass zur Erleichterung des Lesens Zahlen in Gruppen von je drei Ziffern aufgeteilt werden können; die Gruppen werden unter keinen Umständen durch Punkte oder durch Kommata getrennt.
Zum Dezimaltrennzeichen heißt es in dieser Resolution: Bei Zahlenwerten werden das Komma (französischer Brauch) oder der Punkt (britischer Brauch) nur für die Trennung des ganzzahligen Teils vom dezimalen Teil des Zahlenwertes benutzt. Auf der 22. CGPM wurde diese Empfehlung bestätigt und dahingehend konkretisiert, dass Punkt oder Komma in Zeilenhöhe gesetzt werden sollen. Weiter heißt es, dass manche internationale (Normungs-)Organisationen das Komma als alleiniges Dezimalzeichen in allen Sprachen empfehlen.

## Maßeinheit
Folgt auf die Zahl ein Einheitenzeichen (cm, km, °C) oder steht vor/hinter einer Zahl ein Währungszeichen (€, $, ¥, £ etc.), so ist dieses Zeichen im Computersatz durch ein geschütztes Leerzeichen oder ein geschütztes schmales Leerzeichen anzubinden.
Ausgenommen von dieser Regel sind die Einheitenzeichen ° (Winkelgrad), ′ (Winkelminute) und ″ (Winkelsekunde, Zoll), bei denen zwischen Zahl und Einheitenzeichen kein Leerzeichen eingefügt wird.

## Gerundete Zahlen
Häufig, etwa in der Messtechnik, sind Zahlen und Messwerte nur bis zu einer gewissen Fehlergrenze oder Messunsicherheit angebbar. Darum ist für die Mitteilung von Rechen- und Messergebnissen in Wissenschaft und Technik eine Stelle festzulegen, an der gerundet werden muss, um nicht eine größere Genauigkeit vorzutäuschen als die wirklich vorhandene.
Zur Festlegung der Rundungsstelle ist deren Stellenwert W zu bestimmen, das ist eine Angabe wie 1 (Einer), 0,1 (Zehntel), 0,01 (Hundertstel) usw. Die Regel bei einer bekannten Fehlergrenze oder Unsicherheit u lautet
u / 30 < W ≤ u / 3
Beispiel: u = 0,6; u / 30 = 0,02 < W ≤ u / 3 = 0,2; also W = 0,1; die Rundungsstelle ist die Zehntel-Stelle.
Aus 12,345 ± 0,6 wird 12,3 ± 0,6
Damit durch Rundung wegzulassende Ziffern nicht durch Nullen (oder andere Ziffern) ersetzt werden, darf gemäß DIN 1333 das Komma nicht weiter rechts stehen als unmittelbar rechts von der Rundungsstelle. Nötigenfalls ist das Komma nach links zu verschieben und gleichzeitig durch Multiplikation mit einer Zehnerpotenz zu korrigieren; siehe dazu Beispiele unter Messwert und Signifikante Stellen. Als signifikante Stellen versteht man alle Stellen einer Zahl von der ersten von null verschiedenen Stelle von vorn bis zur Rundungsstelle.
Passend zum gerundeten Ergebnis wird u aufgerundet auf eine (die am weitesten links stehende) signifikante Stelle, wenn dort eine der Ziffern 3 bis 9 steht, sonst auf zwei Stellen; siehe dazu Beispiele unter Fehlergrenze.

## Schreibweise zur Unsicherheit
Eine Schreibweise wie 12,3 ± 0,6 ist verbreitet, kann aber mathematisch falsch interpretiert werden, als ob sie nur die Werte 11,7 und 12,9 bedeutet. Sie wird hier aber als Angabe einer Spanne verwendet, die alle Werte von 11,7 bis 12,9 umfasst.
Für die Angabe der Unsicherheit wird empfohlen, die Standardunsicherheit in einem Klammerzusatz zum Ergebnis anzugeben mit Stellenwerten wie die niederwertigsten angegebenen Ziffern des Ergebnisses, also „12,3(6)“ für „12,3 mit einer Standardunsicherheit von 0,6“.
Ein weiteres Beispiel anhand des nach CODATA 2018 empfohlenen Wertes der inversen Feinstrukturkonstante 1/α zeigt die Schreibweise des Wertes einschließlich seiner Standardunsicherheit:
1/α = 137,035 999 084(21).
Diese Ausdrucksform ist gleichbedeutend mit
1/α = 137,035 999 084 mit u1/α = 0,000 000 021.

## Ausschreibung von Zahlennamen im Fließtext
Eine früher feststehende Buchdruckregel war es, die Zahlen null bis zwölf sowie deren Aufzählungsform (erste, zweiter, drittes …) im Fließtext allgemein nicht in Ziffernform, sondern mit ihren Zahlennamen auszuschreiben. Der Duden nennt diese Regel heute veraltet, sie wird aber oft noch befolgt. Auch kleinere Zahlen werden gelegentlich in Ziffern geschrieben, etwa zur besonderen Betonung und besonders in technischen und wissenschaftlichen Texten. Andererseits schreibt man besonders leicht mit Worten wiederzugebende größere Zahlen oft aus. Das gilt vor allem für runde Zahlen wie zwanzig, hundert, dreitausend. Grundsätzlich werden gleichartige Zahlen gleichartig geschrieben. In dem Satz „In der Klasse 5c sitzen 12 Jungen und 13 Mädchen“ können auch beide Zahlen ausgeschrieben werden, die Mischform „zwölf Jungen und 13 Mädchen“ gilt hingegen als inkorrekt. Der Duden empfiehlt, nur ein- und zweisilbige Zahlen auszuschreiben („Sie besitzt fünfzehn [oder: 15] Katzen“). Folgen zwei Zahlen aufeinander, schreibt man zur besseren Lesbarkeit wenigstens eine von beiden aus: „zwanzig elfjährige Mädchen“, „zwanzig 11-jährige Mädchen“, „20 elfjährige Mädchen“, aber nicht „20 11-jährige Mädchen“. Am Satzanfang schreibt man Zahlen üblicherweise aus.
Bei Gleichungen bildet das Numerale (Zahlwort) eine eigene Wortart, die im Satz prinzipiell kleingeschrieben wird. So schreibt man: „Zwei plus drei ist (nicht: sind) fünf“ oder: „Hier steht die Zahl sieben“. Eine Ausnahme ist der substantivische Gebrauch der Zahlen durch das Voranstellen eines Artikels wie etwa in: „die Fünf“ oder: „eine Null“ oder: „ein Einser“ – hier schreibt man groß.

## Große Zahlen in Wortform
Wo große Zahlen ausnahmsweise in Wortform, mit ihren Zahlennamen, ausgedrückt werden, gelten folgende Regeln:
- Zahlen bis 999 999 schreibt man als ein Wort.

Beispiel: 312 723 = dreihundertzwölftausendsiebenhundertdreiundzwanzig.
- Die Potenzen von tausend ab der Million (Million, Milliarde, Billion, Billiarde usw.) sind Substantive und werden in entsprechend großen, in Wortform dargestellten Zahlen als einzelnes, groß geschriebenes Wort geführt.

Beispiel: 1 234 678 901 = eine Milliarde zweihundertvierunddreißig Millionen sechshundertachtundsiebzigtausendneunhunderteins

## Zahl-Wort-Kombinationen
Amtliches Regelwerk des Rats für deutsche Rechtschreibung (2018), § 42 lautet: „Bilden Verbindungen aus Ziffern und Suffixen den vorderen Teil einer Zusammensetzung, so setzt man nach dem Suffix einen Bindestrich.“  Für die Benennung von Dezennien ist aber z. B. die Schreibweise „50er Jahre“ ausdrücklich zugelassen. „50er Jahre“, „50er-Jahre“, „1950er-Jahre“ oder „1950er Jahre“ sind gleichwertig, solange es bezüglich des Jahrhunderts keine Verwechselungsgefahr gibt. Alternativ kann die Dezennien-Angabe auch ausgeschrieben werden: „Fünfzigerjahre“ oder „fünfziger Jahre“.

## Handschriftliche Schreibweise von Zahlen
Wie bei der Handschrift kann man auch an der handschriftlichen Schreibweise von Zahlen oft das Herkunftsland des Schreibers erkennen. In den englischsprachigen Ländern besteht die handschriftliche Eins nur aus einem senkrechten Strich, und bei der Sieben wird der mittlere Querbalken weggelassen – wobei es dort auch individuelle Ausnahmen gibt. In den skandinavischen Ländern wird die Eins ebenfalls ohne Aufstrich geschrieben; aber bei der Sieben kommt der Mittelbalken vor.
Je nach dem prägenden Erlernen kommen verschiedene Ausformungen der einzelnen Ziffern vor.
- 1: Der kurze Anstrich oben kann gerade oder nach unten gewölbt sein. Selten erhält die Ziffer unten eine Serife.
- 2: Der Bogen oben kann tangential gerade oder gewölbt nach links unten führen, oder zur Mitte des umschreibenden Rechtecks. Die gerade oder wellige waagrechte Line unten kann unmittelbar oder über Schlaufe mit bis zu 270° Schlingenwinkel anschließen.
- 3: Der obere Bauch kann auch als waagrechter Strich oben und folgendem Schrägstrich von rechts oben nach links zur Höhenmitte ersetzt sein. Oberer und unterer Bauch können über eine etwa 270°-Schlinge verbunden sein.
- 4: Das Dreieck kann oben zur Gabel geöffnet sein, die linke Zinke dabei schräg oder gerade enden, die rechte Zinke kann kürzer sein oder ganz fehlen. Der Überstand rechts der waagrechten Linie auf halber Höhe ist eher klein und kann fehlen, die waagrechte Linie kann in Schreibschriften geschwungen sein.
- 5: Das links unten liegende Strichende des (unteren) Bauchs kann leicht aufwärts bis abwärts variiert auslaufen.
- 6: Die frei endende Linie oben kann gewölbt oder geradlinig verlaufen und in der Generalrichtung etwas unterschiedlich.
- 7: Obere oder mittlere Linie können geschwungen statt gerade verlaufen. Die mittlere kann auch fehlen; zusätzlich kann die obere Linie am linken Ende einen kleinen, serifenartigen Aufstrich haben.
- 8: Achterlinie mit Kreuz auf halber Höhe oder aber zwei sich tangierende Kreise. In Schreibschriften kann der obere Kreis rechts oben in einer Schlaufe enden.
- 9: Analog „6“. Weiters kann der Abstrich auch mit kleiner Umkehrschlinge rechts oder sogar tangential links am Kreis ansetzen.
- 0: Deutlich hochoval oder eher klein und kreisrund. Zur klaren Unterscheidung vom Buchstaben „O“ mit nach links unten durchstreichendem Schrägstrich, etwa in alphanumerischen Seriennummern. Ebenso, wie die 8, kann in Schreibschriften auch die Null rechts oben in einer Schlaufe enden.

„Halbe Höhe“ meint tatsächlich etwas höher, sodass die untere „Hälfte“ oben-unten (fast) symmetrischer Ziffern etwa 10 % größer ausfällt als die obere, was ein stabiles Übereinander wie kleiner Bauklotz auf größerem Bauklotz signalisiert. Das obere Dreieck der „4“ misst jedoch häufig mehr als die halbe Ziffernhöhe.
Bei manchen Ziffern wird auch die Abfolge und Richtung der Strichführung variiert. Bei den Ziffern mit unendlicher, in sich geschlossener Linie – 0 und 8 – kann die Stelle (bei „8“ eventuell: die Stellen) des Ansetzens des Schreibstifts variieren, ohne dass es an der fertig geschriebenen Ziffer zu sehen sein muss. Gleiches gilt für den Drehsinn der Linienführung.